# Tanzih
Tanzih è un concetto religioso islamico che significa trascendenza. Nella teologia islamica, i due termini opposti sono attribuiti ad Allah: tanzih e tashbih. Quest'ultimo significa "vicinanza o accessibilità".
Tuttavia, il significato più pieno di tanzih è 'dichiarando l'incomparabilità', vale a dire affermare la distanza trascendente di Allah dall'umanità. Questo concetto è eternamente giustapposto al tashbih di Allah (vicinanza, o 'affermare la somiglianza').
Il significato letterale della parola è "di dichiarare qualcosa di puro e privo di qualcos'altro". Questa definizione afferma che Allah non può essere paragonato a nulla: "Niente è simile a Lui." (Sura 42:11) e rafforza la fondamentale, sottostante fede islamica nel tawḥīd.
I Nomi Divini di Allah associati al tanzih sono quelli che indicano la distanza, la trascendenza, il timore e la paura: il re, vendicatore, conoscenza, Degno di lode, forte, umile e indipendente.